# Pipestela terpenensis
Pipestela terpenensis är en svampdjursart som först beskrevs av Fromont 1993.  Pipestela terpenensis ingår i släktet Pipestela och familjen Axinellidae. Inga underarter finns listade i Catalogue of Life.